# Junno
Junno [pronunciación en polaco: /ˈjunnɔ/] es un pueblo ubicado en el distrito administrativo de Gmina Grodziec, dentro del Distrito de Konin, Voivodato de Gran Polonia, en el oeste de Polonia central. Se encuentra aproximadamente a 3 kilómetros  al suroeste de Grodziec, a 27 kilómetros al suroeste de Konin, y a 89 kilómetros  al sureste de la capital regional Poznan.